# Istočni jidiš
Istočni jidiš (ISO 639-3: ydd), jedan od dva jidiška jezika šire skupine visokonjemačkih jezika kojim govori oko 215 000 ljudi u Izraelu (1986) a govori se nadalje i u Argentini, Australiji, Belgiji, Kanadi, Kostariki, Estoniji, Latviji (800), Moldaviji, Panami, Poljskoj, Portoriku, Rusiji, Južnoafričkoj Republici, Urugvaju SAD-u i (179 000; 2000 popis). Ima tri dijalekta od kojih se jugoistočni govori u Ukrajini i Rumunjskoj; srednjoistočni u Poljskoj i Mađarskoj i sjeveroistočni u Litvi i Bjelorusiji. Istočni jidiš potječe iz krajeva istočno od rijeke Odre. Različit je od zapadnog jidiša, kojim danas govore poglavito Židovi u Njemačkoj, te znatno manje u Izraelu (M. Herzog 1977).
Ukupan broj govornika iznosi 1 762 320.

## Vanjske poveznice
- Ethnologue (14th)
- Ethnologue (15th)